# Vídeo Brinquedo
Pour les articles homonymes, voir Vidéo (homonymie).
 (août 2025).
Si vous disposez d'ouvrages ou d'articles de référence ou si vous connaissez des sites web de qualité traitant du thème abordé ici, merci de compléter l'article en donnant les références utiles à sa vérifiabilité et en les liant à la section « Notes et références ».
Vídeo Brinquedo, appelée aussi Toyland Video et anciennement Spot Films, est une société de production et d'animation brésilienne créée en 1995 par Fernando Francielli et Marco Botana. Ils sont reconnus dans le domaine des mockbusters, comme The Little Cars, Ratatoing, Tiny Robots ou Little & Big Monsters.

## Liste de films
- 2004 : Pinocchio
- 2005 : Rapunzel
- 2006 : The Little Cars
- 2007 : The Little Cars 2
- 2007 : Ratatoing
- 2007 : Gladiformers
- 2007 : Little Bee
- 2007 : Little Princess School
- 2007 : The Little Cars 3
- 2008 : The Little Panda Fighter
- 2008 : The Little Cars 4
- 2008 : Tiny Robots
- 2008 : Gladiformers 2
- 2009 : Little & Big Monsters
- 2009 : Cinderella
- 2009 : What's Up: Balloon to the Rescue
- 2009 : The Frog Prince
- 2010 : The Little Cars 5
- 2010 : Soccer Passion
- 2011 : Barquinhos
- 2011 : Alice in Wonderland